# 贝尼加尼姆
贝尼加尼姆，是西班牙巴伦西亚自治区巴伦西亚省的一个市镇。总面积33平方公里，总人口5572人（2001年），人口密度169人/平方公里。